# Tadamichi Machida
Tadamichi Machida (町田 忠道 Machida Tadamichi?, nacido el 23 de mayo de 1981 en Saitama) es un exfutbolista japonés. Jugaba de delantero y su último club fue el Tokyo Verdy de Japón.

## Trayectoria

### Clubes
| Club               | País  | Año         |
| ------------------ | ----- | ----------- |
| Kashiwa Reysol     | Japón | 2000 - 2002 |
| Kyoto Purple Sanga | Japón | 2003        |
| Kawasaki Frontale  | Japón | 2004        |
| Tokyo Verdy        | Japón | 2005        |

## Palmarés

### Títulos nacionales
| Título    | Club              | País  | Año  |
| --------- | ----------------- | ----- | ---- |
| J2 League | Kawasaki Frontale | Japón | 2004 |